# Мариан из Ачеренцы
Мариан (погиб в 303) — мученик из Ачеренцы. День памяти — 30 апреля.

## Житие
Святой Мариан родился в городе Ачеренца или в Рипакандиде в III веке. Во времена папы римского Марцелла I был диаконом. Дружил со святым Лаверием, от которого научился храбрости во время проповеди Евангелия. В 303 году, во времена правления римского императора Диоклетиана, был казнён в городе Грумент.
В городском соборе Санта-Мария-Ассунта-и-Сан-Конио имеется часовня, посвящённая святому Мариану.
Обретение мощей святого произошло 13 мая 1613 года по решению архиепископа Джованни Спилла.